# Zeamă bordeleză
Zeama bordeleză este un pesticid (algicid și fungicid) fabricat prin neutralizarea unei soluții de sulfat de cupru cu var stins, în proporție 1:1:100 (ex. 1 kg de sulfat de cupru cristalin, 1 kg de var stins și 100 kg de apă).
Conține 13 % cupru (exprimat în cupru metalic). Pentru garantarea unui mai bun efect, se adaugă un surfactant natural.
Produsul este vândut de obicei sub formă de pudră micronizată (de culoare albastră), care trebuie amestecată cu apă; masa volumică a produsului este de circa 0,45 g/ml (± 0,1 g/ml).
În Europa, reglementarea folosirii acestui produs a evoluat impunându-se diminuarea dozelor.

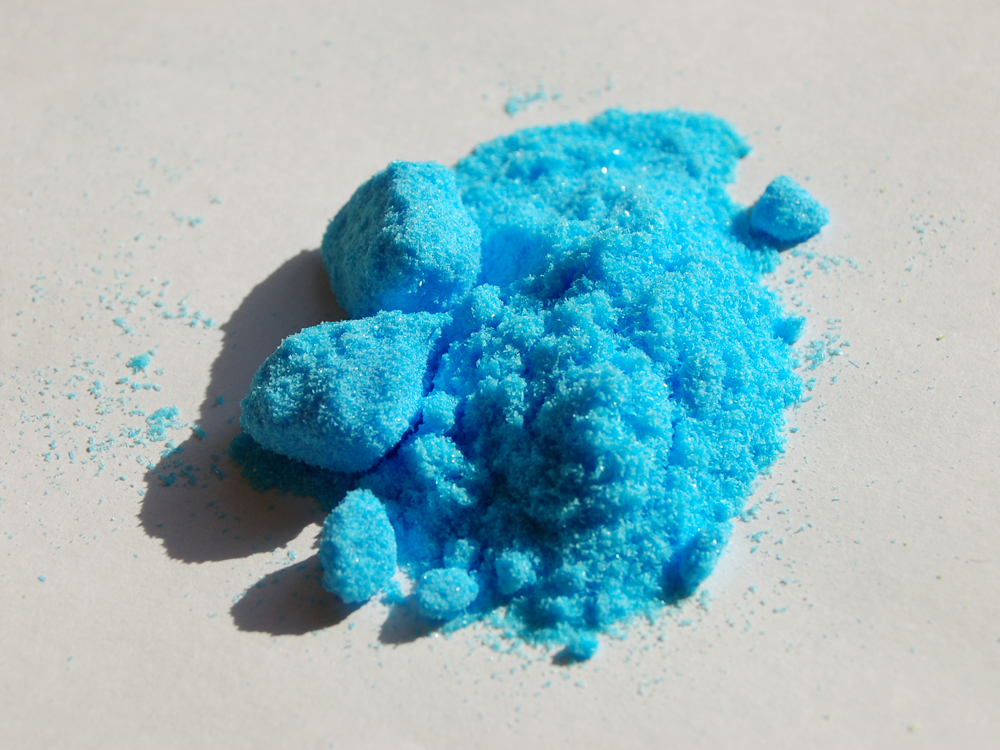
Sulfat de cupru utilizat pentru pregătirea zemii bordeleze.

## Etimologie
Denumirea produsului, în franceză bouillie bordelaise, provine de la numele localității franceze Bordeaux. De la denumirea orașului Bordeaux s-a obținut, prin derivare, adjectivul bordelais (masculin singular), respectiv bordelaise (feminin singular). În franceză, adjectivul bordelais / bordelaise semnifică: „din Bordeaux”, „de Bordeaux”, „bordelez” / „bordeleză”. 
În limba română, adjectivul bordelaise a fost împrumutat și adaptat fonetic sub forma „bordeleză”.
La Bordeaux se află facultatea de științe la care lucrau profesorii Alexis Millardet (1838-1902), botanist, și prietenul său Ulysse Gayon (1845-1929), chimist, care au experimentat folosirea zemii bordeleze pe culturi de viță de vie.

## Preparare
Zeamă bordeleză se prepară înainte de folosire și nu se recomandă de a se păstra mult timp.
Proporția generică de 1:1:100 (sulfat de cupru : var : apă) se prepară în modul următor:
Într-un vas nemetalic, o cantitate de 100 gr de sulfat de cupru se dizolvă cu o cantitate mică de apă, apoi se completează soluția până la 5 litri de apă.
Într-un alt vas, o cantitate de 100 gr de var nestins se stinge cu apă, adăugându-se apoi restul din cei 5 litri de apă. În ultima etapă, în suspensia de var stins se toarnă foarte lent soluția de sulfat de cupru dizolvată, amestecând încet totodată.
Nu se admite amestecarea concentrațiilor de sulfat de cupru și var nestins, ca apoi să fie dizolvate cu apă.

## Folosire

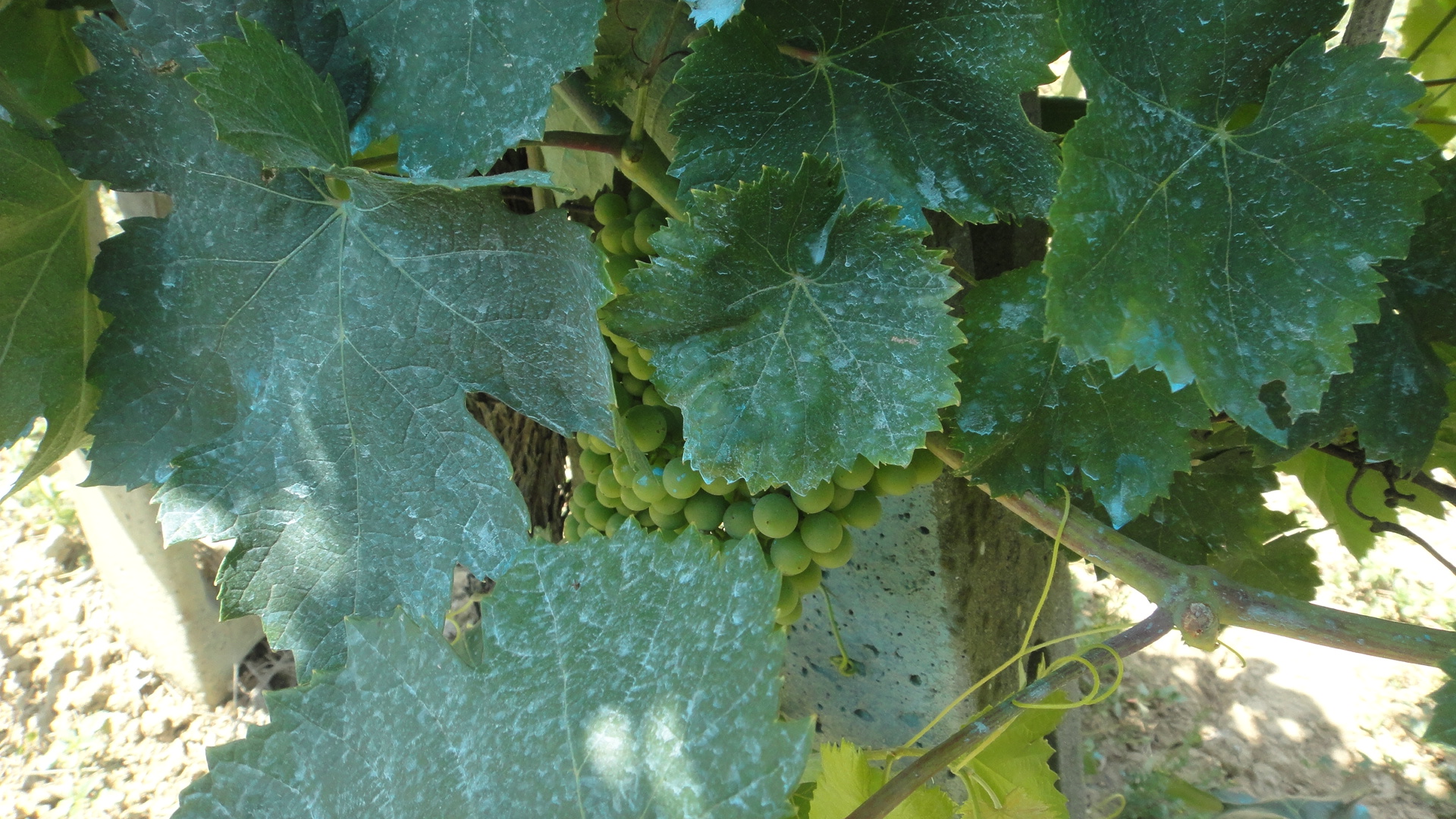
Zeamă bordeleză aplicată pe frunze de viță de vie, în apropiere de Monte Vibiano (Italia).

Zeama bordeleză este folosită pentru protejarea pomilor fructiferi (piersici, caiși, pruni, meri) și viței de vie, înainte de înflorire și după recoltare. În oleicultură (cultura măslinilor), cuprul este utilizat contra ochiului de păun și uneori contra bacteriozei și fumaginei.
 Se mai utilizează și pentru protejarea cartofilor, tomatelor, castraveților și căpșunilor.